# Marwan 1.
Marwan ibn al-Hakam (født 28. marts 623, død 7. maj 685) (arabisk:مروان بن الحكم) var den fjerde kalif af Umayyade-kalifatet og regerede fra 684, hvor Muawiya 2. abdicerede, indtil 685.